# Aufbruch ins Ungewisse
Aufbruch ins Ungewisse ist ein deutsch-südafrikanischer Fernsehfilm aus dem Jahr 2017. Die Dystopie zeichnet in Umkehrung der zeitgenössischen Verhältnisse das Bild von Europäern aus der Mittelschicht, die sich aufgrund der politischen Situation in ihrer Heimat gezwungen sehen, nach Afrika zu fliehen.
Uraufführung war am 27. Oktober 2017 auf den Internationalen Hofer Filmtagen, im Fernsehen wurde der Film am 14. Februar 2018 im Ersten gezeigt.

## Handlung
Ende der 2020er-Jahre ist die Europäische Union zerfallen, in den ehemaligen Mitgliedsstaaten regieren Rechtsextremisten. In Deutschland werden politische Gegner und Minderheiten als „Feinde des deutschen Volkes“ massiv verfolgt, auf den Straßen herrschen bürgerkriegsähnliche Zustände.
Nachdem er denunziert wurde, fürchtet Mietrechtsanwalt Jan Schneider erneute Verhaftung und Folter, weil er die Opfer staatlicher Enteignungen vertreten hatte. Er, seine Frau Sarah und ihre beiden Kinder Nora und Niki fliehen überstürzt auf einem Frachtschiff, das sie nach Südafrika bringen soll, dem einzigen Land, das noch Flüchtlinge aufnimmt. Doch sie werden auf dem Meer in Schlauchbooten ausgesetzt und kentern an der namibischen Küste. Der siebenjährige Niki ist seitdem verschollen.
In Namibia werden europäische Flüchtlinge in ihre Herkunftsländer abgeschoben, weil diese zu sicheren Herkunftsstaaten deklariert wurden. Deshalb entzieht sich die Familie der Registrierung und lässt sich von Schleppern in einem Lkw nach Südafrika bringen. Sie kommen in einem Flüchtlingslager unter. Dort wird ihr Antrag auf Asyl abgelehnt, weil die Mutter in Namibia von der Polizei registriert worden war, als sie Niki als vermisst gemeldet hatte. Der Familie droht die Deportation.
Kurz darauf taucht ein schwer verletzter Junge auf, bei dem Nikis Jacke mit dessen Ausweis gefunden wird. Es stellt sich heraus, dass er dem toten Niki die Jacke abgenommen hatte, weil er fror. Die Familie erklärt offiziell, dass es sich bei dem Kind um ihres handelt, um der Abschiebung doch noch zu entgehen: Der Junge kann nicht abgeschoben werden, da für ihn in Namibia keine angemessene medizinische Versorgung gewährleistet werden kann. Damit ist auch Familie Schneider vor einer Abschiebung geschützt.

## Produktion
Der Film wurde im Auftrag der ARD von Degeto Film, WDR und Hager Moss Film für Das Erste hergestellt.

## Rezeption

### Kritik
Thomas Gehringer von tittelbach.tv würdigte, dass der Film „zum einen Empathie wecken, zum anderen an die Fragilität der politischen Verhältnisse erinnern“ wolle. Es werde „vor allem das Ausgeliefertsein“ deutlich. Der Perspektivwechsel habe „den interessanten und positiven Effekt, dass Afrikaner hier mal nicht die Notleidenden“ seien, „sondern selbst die Retter – und auch die erbarmungslosen Schlepper, peniblen Bürokraten oder freundlichen Flüchtlingshelfer“. Er kritisiert, die Darstellung sei dabei aber „derart genau der gegenwärtigen Realität abgeschaut, dass die pädagogische Absicht leicht zu erkennen“ sei.
René Martens kritisiert in der Zeit, die Filmemacher verhinderten, dass die Zuschauer tatsächlich Empathie für die fiktive Geflüchtetenfamilie entwickelten, indem sie ihren Figuren „das herkömmliche TV-Drama-Sprachkorsett verpasst“ und so die Erfahrungen der realen Geflüchteten unserer Zeit verniedlicht hätten.
Heike Hupertz von der FAZ kritisiert, die Auroren interessierten sich im Grunde „kaum für die politischen Grundlagen ihrer Schreckensvision“. Da das Werk „vorwiegend die Flucht selbst emotional nachvollziehbar machen will“, seien konkrete Fluchtursachen „innerhalb der Logik des Films“ fast unerheblich.
Es sei gut vorstellbar, dass die Verantwortlichen die Kontroverse bewusst einkalkuliert hätten, die der Film in den sozialen Netzwerken auslöste. So reichten dort die Kommentare „von ’einfältige Propaganda’ über sarkastische Hochschätzung des Geschichtsbewusstseins der Sender bis zum vorsichtigen Lob.“
Anders allerdings, als bei Bild.de behauptet, sei der eigentliche Skandal nicht irgendein angeblicher Rassismus, sondern ein Ende, in dem die vorherigen Schrecken in ein zwar vorsichtiges, dennoch gefühlig-optimistisches Ende mit Familienzusammenführung überführt würden.
Anne Haeming hielt bei Spiegel Online den Film, der elegant all jene Szenarien antippe, „die die meisten Zuschauer nur vom Hörensagen kennen dürften“, für überfällig. Auch wenn die Geschichte zu viele Schicksale unterbringen wolle, „und gerade darum am Ende nicht auserzählt“ wirke, gehe der Trick mit dem Perspektivwechsel auf: „Die historische, geografische oder kulturelle Distanz, die dem Zuschauer Fluchtgeschichten sonst so angenehm vom Leib“ halte, fehle, denn hier sitze er mit im Boot.
Der Faktenfinder von tagesschau.de berichtete von einer konzertierten Aktion der rechtsextremen Reconquista Germanica, um die Diskussion über den Film in den sozialen Netzwerken massenhaft und gezielt zu beeinflussen.

### Einschaltquote
Der Film wurde in Deutschland in der Hauptsendezeit ausgestrahlt und von 3,08 Millionen Menschen gesehen. Er kam mit einem Marktanteil von 9,5 % auf den vierten Platz.

## Verweise
- Aufbruch ins Ungewisse bei filmportal.de
- Aufbruch ins Ungewisse bei IMDb